# Alaska Baby
Alaska Baby è l'ottavo album in studio del cantautore italiano Cesare Cremonini, pubblicato il 29 novembre 2024 dalla EMI.

## Antefatti
Successivamente alla pubblicazione del settimo album in studio La ragazza del futuro, Cremonini ha intrapreso il Cremonini negli Stadi Tour, da cui sono stati tratti sia il doppio singolo dal vivo Poetica e Io e Anna/Anche fragile in collaborazione con Elisa che l'album dal vivo Cremonini Live: Stadi 2022 + Imola.
Nel 2023 Cremonini ha preso una pausa discografica e ha affrontato un viaggio negli Stati Uniti, in particolar modo tra l'Alaska e le città di New York, Nashville, Memphis, Las Vegas e Los Angeles, oltre che nell'isola di Antigua. Il viaggio ha ispirato il cantautore a scrivere e registrare nuovi brani musicali, annunciando il 5 novembre 2024 la pubblicazione del suo ottavo album in studio.

## Descrizione
Il progetto discografico si compone di dodici tracce, scritte e prodotte dallo stesso Cremonini con la collaborazione di Alessio Natalizia, Alessandro De Crescenzo, Alessandro Magnanini, Davide Petrella, i Meduza ed Elisa, quest'ultima presente vocalmente nella traccia Aurore boreali. Gli arrangiamenti degli archi sono curati da Davide Rossi. Il progetto è stato registrato presso i Mille Galassie Studios di Bologna e i British Grove Studios di Londra, con la partecipazione di Mike Garson e Nick Patrick. Cremonini ha raccontato il significato del progetto e la sua concezione in un'intervista a Billboard Italia:

## Copertina
La copertina dell'album è ispirata ai propilei del Memoriale Brion di Altivole, progettato dall'architetto Carlo Scarpa. Il simbolo è stato inoltre associato alle copertine di precedenti progetti discografici di Cremonini: Possibili scenari, Logico e La teoria dei colori. La copertina è stata descritta in un comunicato stampa:

## Promozione

### Singoli
Il 24 settembre 2024 è stato pubblicato il singolo Ora che non ho più te, il quale ha raggiunto la prima posizione della classifica singoli redatta da FIMI. Il 6 dicembre successivo è stato pubblicato il singolo San Luca in collaborazione con Luca Carboni.
L'11 aprile 2025 l'inedito Nonostante tutto è stato pubblicato come terzo singolo, seconda collaborazione dell'album con Elisa. Il brano è stato inserito nella riedizione streaming e in formato CD dell'album pubblicata il 16 maggio 2025.

### Documentario
Il progetto discografico è stato accompagnato dal documentario omonimo per la piattaforma Disney+ uscito il 18 dicembre 2024. Esso racconta il viaggio del cantautore in Alaska e la genesi e produzione dell'album.

## Accoglienza
| Recensione | Giudizio |
| ---------- | -------- |
| Newsic     | 7,75/10  |
| Rockol     | 8,5/10   |

Gianni Sibilla di Rockol definisce l'album come «un'opera», in cui i brani «giocano con le strutture, i suoni, i generi, passando dal pop orchestrale all’elettronica con tutto quello che c’è in mezzo» e affronta «metaforicamente la ricerca di se stesso e la rinascita», mentre le collaborazioni risultano «spirituali». Gianmarco Aimi di Rolling Stone Italia scrive che l'album «esplora temi come la rinascita, il coraggio di amare, il desiderio di andare oltre i propri limiti» con sonorità «brit pop, canzone d’autore, groove ipnotici alla Beck e ritornelli che omaggiano i The Beatles», apprezzando la scelta delle collaborazioni.
Gianni Poglio di Panorama afferma che l'album tiene assieme «l'attitudine al groove, l'elettronica e le reminiscenze degli anni Settanta» ritenendo che «ritrae con efficacia il mestiere di artista». Gian Marco Sandri del The Hollywood Reporter Roma, scrive che Alaska Baby sia «un lavoro composito con molte facce musicali», in cui si alternano brani in cui «il racconto è per istantanee, in altri brani le immagini mentali si mettono in movimento, diventano scene narrate». Il giornalista sottolinea il tema della «luce e buio, immagini metaforiche che ci fanno pensare alle parti luminose e oscure di ognuno di noi», riscontrabili nei brani Aurore Boreali, Dark Room e San Luca.

### Riconoscimenti di fine anno
- 1º — Panorama[27]
- 38º — Rockit[28]

## Tracce
Testi e musiche di Cesare Cremonini e Davide Petrella, eccetto dove indicato.
1. Alaska Baby – 4:46
2. Ora che non ho più te – 5:03
3. Aurore boreali (feat. Elisa) – 4:48 (Cesare Cremonini, Elisa Toffoli)
4. Ragazze facili – 4:02 (Cesare Cremonini)
5. Dark room (feat. Mike Garson) – 4:19 (Cesare Cremonini)
6. San Luca (feat. Luca Carboni) – 5:33
7. Un'alba rosa – 4:58 (Cesare Cremonini, Elisa Toffoli)
8. Streaming – 4:37
9. Limoni – 3:34
10. Il mio cuore è già tuo (feat. Meduza) – 4:13
11. Una poesia – 3:05 (Cesare Cremonini)
12. Acrobati – 4:27

Traccia bonus nella riedizione streaming e CD
1. Nonostante tutto (con Elisa) – 4:27 (Cesare Cremonini, Elisa Toffoli)

## Classifiche

### Classifiche settimanali
| Classifica (2024) | Posizione massima |
| ----------------- | ----------------- |
| Italia            | 1                 |

### Classifiche di fine anno
| Classifica (2024) | Posizione |
| ----------------- | --------- |
| Italia            | 49        |